# Coelorinchus hige
Coelorinchus hige is een straalvinnige vissensoort uit de familie van rattenstaarten (Macrouridae). De wetenschappelijke naam van de soort is voor het eerst geldig gepubliceerd in 1943 door Matsubara.